# Pachi Vázquez
Manuel Vázquez Fernández (Carballino, Orense, 6 de febrero de 1955), más conocido como Pachi Vázquez, es un político español. En principio afiliado al Centro Democrático y Social y tentado por Centristas de Galicia, finalmente se afilió al Partido de los Socialistas de Galicia-PSOE, en el que llegó a ser secretario provincial en la provincia de Orense y secretario general entre 2009 y 2013. En 2019 creó el partido Espazo Común, formación con la que concurrió a las elecciones municipales de Carballino como candidato, siendo la tercera formación más votada.

## Biografía
Procedente del Centro Democrático y Social, tras su ingreso en el PSdeG-PSOE, fue elegido diputado en el Parlamento de Galicia en las elecciones autonómicas de 1993. Permaneció en el Parlamento hasta 1995, fecha en la que se alzó con la alcaldía de su localidad natal. Resultó reelegido en 1999 y 2003, en ambos casos con mayoría absoluta. Sin embargo, en 2005, tras ser elegido nuevamente diputado autonómico, renunció a la alcaldía. Durante su etapa municipal fue también diputado provincial y portavoz del grupo socialista en la Diputación Provincial de Orense, así como vocal de la comisión ejecutiva de la Federación Gallega de Municipios y Provincias. En 1998, apoyó la candidatura de Miguel Ángel Cortizo para la secretaría general del PSdeG-PSOE, perdedora ante Emilio Pérez Touriño, al que apoyó posteriormente. Durante la legislatura 2005-2009, en la que Pérez Touriño encabezó un gobierno de coalición entre el PSdeG-PSOE y el Bloque Nacionalista Galego, fue consejero de Medio Ambiente y Desarrollo Sostenible.
Tras la derrota electoral de 2009, en la que socialistas y nacionalistas no lograron evitar la recuperación de la mayoría absoluta por parte del Partido Popular y la dimisión de Pérez Touriño como secretario general, Pachi Vázquez se perfiló como el candidato con más posibilidades de relevarle al frente del partido. Finalmente, el 25 de abril de 2009 fue elegido secretario general del PSdeG-PSOE en un congreso extraordinario celebrado en Pontevedra. Se presentó a la reelección como secretario general en el XII Congreso celebrado entre el 9 y el 11 de marzo de 2012, en el que resultó reelegido frente a su rival Elena Espinosa. 
Tras la derrota del PSdeG en las 21 de octubre de 2012 se convocaron unas elecciones primarias consultivas el 7 de septiembre, para elegir al nuevo secretario general de PSdeG. Finalmente el 29 de septiembre Pachi dejó de ser el secretario general, siendo relevado por José Ramón Gómez Besteiro.

## Candidatura a la Junta de Galicia
El 1 de septiembre de 2012 es designado candidato del PSdeG a la presidencia de la Junta de Galicia en las elecciones al Parlamento de Galicia de 2012, en las que el PSdeG-PSOE obtiene 18 diputados.
En las elecciones al Parlamento de Galicia de 2024 se presenta como cabeza de lista por Orense y candidato de la coalición electoral Espazo Común Galeguista (formada por Espazo Común, Unidade Local, Coalición Galega y Galicia Sempre) a la presidencia de la Junta, pero la coalición no consigue ningún escaño.

## Cargos Desempeñados
- Diputado por Orense en el Parlamento de Galicia. (1993-1995)
- Alcalde de Carballino. (1995-2005)
- Secretario general del PSdeG de Orense. (2002-2009)
- Diputado por Orense en el Parlamento de Galicia. (Desde 2005)
- Consejero de Medio Ambiente de la Junta de Galicia. (2005-2009)
- Presidente del Grupo Socialista en el Parlamento de Galicia. (Desde 2009)
- Secretario general del PSdeG-PSOE. (2009-2013)